# Сиссак-Бардизбанян, Анна
Анна Катарина Сиссак-Бардизбанян (швед. Anna Katarina Sissak-Bardizbanian, также известная как Анна Катарина Холлман-Кнос, швед. Anna Katarina Hallman-Knös; 1876—1919) — шведская журналистка, одна из первых женщин-журналистов в Швеции.

## Биография
Анна Сиссак-Бардизбанян родилась 19 апреля 1876 года в Тролльхеттане. Её отец, Свен Олоф Холлман, был капитаном военно-морского флота и умер, когда Анна была еще маленькой девочкой. Таким образом, её матери, Аделине Биргитте Кристине, пришлось в одиночку воспитывать пятерых детей. Одним из старших братьев и сестер Анны Сиссак-Бардизбанян был Пер Улоф Холлман, который позже стал архитектором и градостроителем.
После смерти отца она сама была отдана на попечение своей тете по отцовской линии Текле Катарине и её мужу, больничному врачу по имени Густав Биргер Кнос. Они жили в Вадстене.
Анна Сисак-Бардизбанян посещала женскую школу Вадстены с 1882 по 1889 год. Затем она поступила в женскую школу Линчепинга на 1889–1890 учебный год и, наконец, в Statens Normalskola för flickor (государственная школа для девочек) на 1893–1894 учебный год. Ей было 18, когда она закончила школу в 1894 году. Затем она в одиночестве отправилась в зарубежное путешествие, предприняв «частные учебные поездки в Германию, Францию и Великобританию», как это было резюмировано в «Publicistklubbens matrikel» за 1901 год .
Во время своего пребывания в Париже, она подружилась с группой армянских беженцев, одним из которых был молодой писатель по имени Стефан Сисак-Бардизбанян. Позже они поженились. Османский султан Абдул-Хамид II спровоцировал несколько крупных убийств своих армянских подданных в середине 1890-х годов, а друзья Анны принимали активное участие в оппозиционном движении.
Анна Сисак-Бардизбанян вернулась в Швецию в начале 1897 года. Затем она начала работать журналистом. С марта по сентябрь она работала секретарем редакции в газете Östgöta-Kuriren в Вадстене. Осенью 1897 года она перешла в Svenska Dagbladet. Ранее той весной газета сменила владельца, в результате чего вся редакция была освобождена от своих должностей, что вызвало острую потребность в новых сотрудниках. Новая редакционная коллегия, во главе которой входили такие люди, как Вернер фон Хайденштам, Оскар Левертин и Ялмар Седерберг, также стремилась основательно пересмотреть газету, стремясь создать «крупную культурную газету», окрашенную либеральным подходом. В 1898 году Анна Сисак-Бардизбанян вступила в клуб публицистов.
Весной 1898 года она снова отправилась за границу. На этот раз ее целью была Англия. Там 5 мая в Манчестере она вышла замуж за Стефана Сиссак-Бардизбаняна. Однако брак продлился недолго. К августу она вернулась в Svenska Dagbladet, теперь используя фамилию Сиссак. С этого времени она использовала подпись Сендриллон (Золушка) для длинной серии отчетов, которые подавала. Некоторые из ее ранних текстов, такие как «Hos japanske jonglörer» от 8 сентября, уже несли в себе то, что стало ее типичными отличительными чертами: у нее был личный стиль, полный фантазии, с вниманием к деталям и хорошо развитое чувство иронии.